# Al Búkamál
Abú Kamál (arabsky ابوكمال‎) nebo Al Búkamál (arabsky البوكمال‎) je město na řece Eufrat v syrské provincii Dajr az-Zaur poblíž hranice s Irákem. Sousedí s iráckým městem Al-Káim v irácké provincii Anbár. Poblíž města se nachází ruiny starověkých měst Mari a Dura Európos.

## Jméno
Jméno al Búkamál znamená rodina Kamál přičemž Kamál je jméno místního arabského kmene. Jméno Abú Kamál znamená otec Kamál.

## Občanská válka
Během občanské války v Sýrii v červenci 2012 město ovládla Svobodná syrská armáda, v létě 2014 město ovládl samozvaný Islámský stát. V listopadu 2017 dobyla město vojska věrná syrskému prezidentu Bašárovi Asadovi, čímž režim poprvé od začátku konfliktu získal kontrolu nad hranicí s Irákem.